# Agnes McLaren
Agnes McLaren (Edimburgo, 4 de julio de 1837 – 17 de abril de 1913) fue una doctora escocesa conocida por ser la primera mujer en dar asistencia médica a mujeres en la India quienes, debido a las costumbres de su país, no podían acceder a la ayuda médica de doctores varones. Agnes fue activa en la justicia social y luchó contra el comercio de esclavos. Firmó la petición de sufragio femenino en 1866 y fue secretaria de la Edinburgh National Society for Women's Suffrage junto a su madrastra, Priscilla Bright McLaren. En 1873, viajó con Priscilla y Jane Taylor para dar conferencias sobre el derecho al sufragio femenino en las Orcadas e Islas Shetland. Su padre había apoyado la campaña de las primeras mujeres que intentaron estudiar medicina en la Universidad de Edimburgo y Agnes se hizo amiga de Sophia Jex-Blake, una de las Siete de Edimburgo.  Dejó Escocia para estudiar en Francia y, más tarde, en la Universidad Real de Dublín.
Conversa al catolicismo llevó a cabo su trabajo médico como misionera.

## Biografía
McLaren era hija del segundo matrimonio de Duncan McLaren, un hombre de negocios presbiteriano y político liberal prominente. Su madre murió cuándo tenía sólo tres años. La tercera mujer de su padre fue Priscilla Bright con la que, pasado el tiempo, trabajó a favor del sufragio femenino.
Inició los estudios de medicina en la Universidad de Montpellier en 1876, siendo la décima mujer en Gran Bretaña en graduarse como médica.

### Conversión al catolicismo y misionera en la India
En 1898, a los 61 años, se convirtió al catolicismo y, más tarde, fue a Rawalpindi, India del norte (ahora Pakistán), con una misión católica. Conocía las necesidades enormes de las mujeres en India. Debido a la costumbre de reclusión para mujeres (purdah), no podían ser vistas por hombres que no fueran de su familia inmediata, lo que les impedía recibir cuidado médico de médicos varones. Con tan pocas doctores mujeres en los primeros años del siglo XX, literalmente, miles de mujeres morían de enfermedad o de parto cada año y también muchos recién nacidos y niños. McLaren respondió a este problema estableciendo el Comité de Misión Médica en Londres, el cual financió la apertura de un pequeño hospital: El hospital de St. Catherine, en Rawalpindi, en un área particularmente necesitada.
Buscando mujeres que pudieran ayudar en el hospital, McLaren descubrió que una norma del Derecho Canónico prohibía a las Hermanas Religiosas dar este nivel de cuidado médico. Ella pidió al Papa acabar con esta restricción y, mientras esperaba una respuesta, continuó buscando mujeres interesadas en el cuidado de la salud en el extranjero. Anna Maria Dengel, una austríaca, respondió a su petición, pero no pudo conocer a  McLaren porque ésta murió poco después de comenzar su correspondencia. Aun así, antes de su muerte, McLaren animó a Dengel para estudiar medicina en la Universidad de Cork. Dengel consiguió ser médica y, años más tarde, fundó una congregación religiosa nueva, the Medical Mission Sister. Son una congregación católica de Hermanas formadas como doctores y enfermeras y otras tareas profesionales relacionadas con la medicina que proporcionan cuidados médicos a mujeres y niños alrededor del mundo. En 1915, después de leer un panfleto biográfico sobre la vida de McLaren, la doctora australiana Mary Glowrey descubrió su vocación para trabajar como médico misionero en Guntur, India. Mary Glowrey recibió permiso especial de Papa Benedicto XV para trabajar como doctor médico y Hermana Religiosa en 1920.
McLaren murió en 1913 y fue enterrada en Antibes, Francia. Su necrología en la Revista Médica Británica la describía así: "una mujer de carácter e individualidad fuertes, unida a un gran círculo de trabajadores filantrópicos de muchas naciones, muchas parentelas y muchos credos.'